# Chalcides mauritanicus
Chalcides mauritanicus е вид влечуго от семейство Сцинкови (Scincidae). Видът е застрашен от изчезване.

## Разпространение и местообитание
Разпространен е в Алжир и Мароко.
Регионално е изчезнал в Испания.
Обитава места с песъчлива почва, крайбрежия, плажове и плантации.

## Описание
Популацията на вида е намаляваща.